# Nungesser-und-Coli-Denkmal

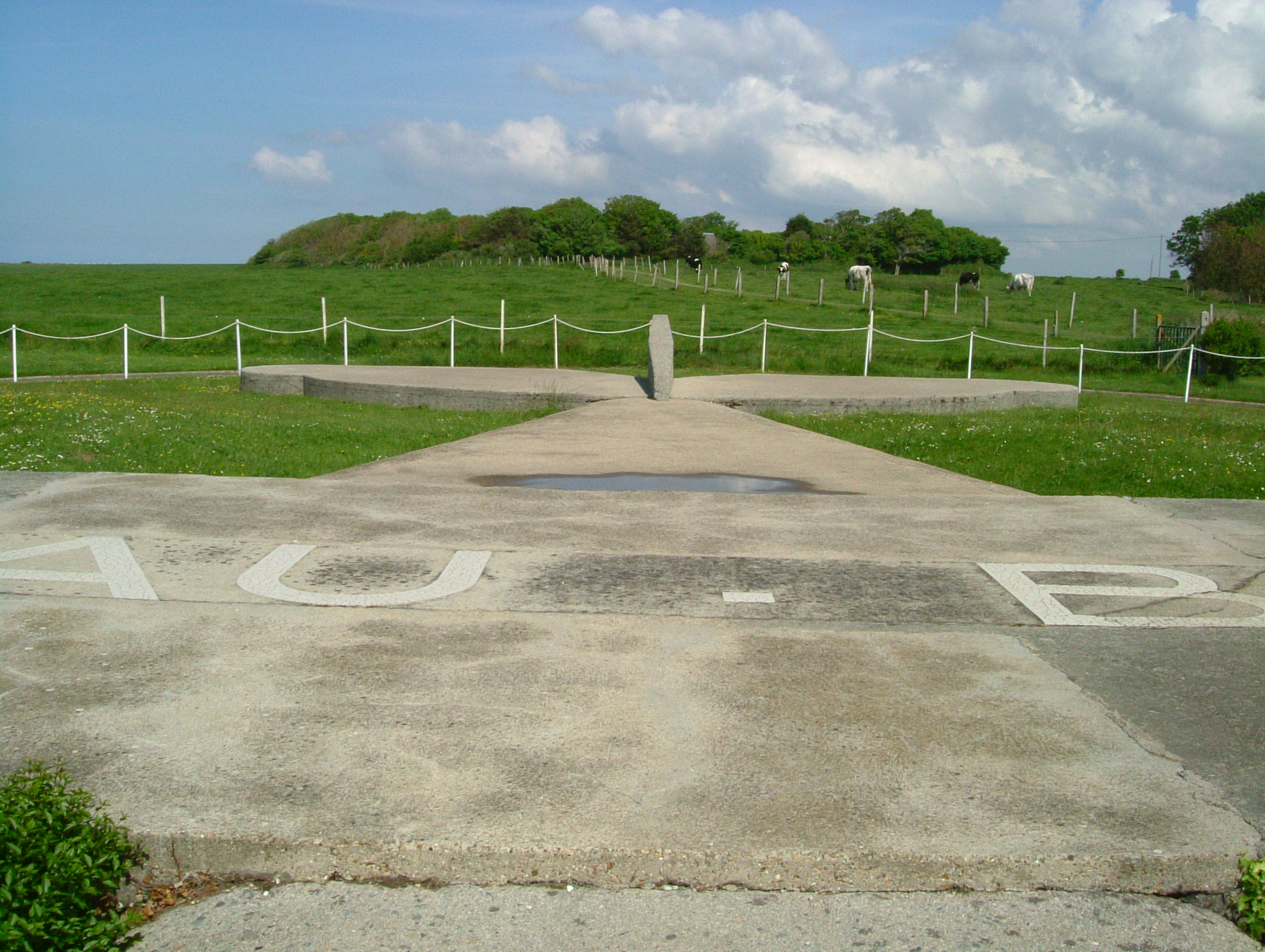
Heckteil des Denkmals, 2008

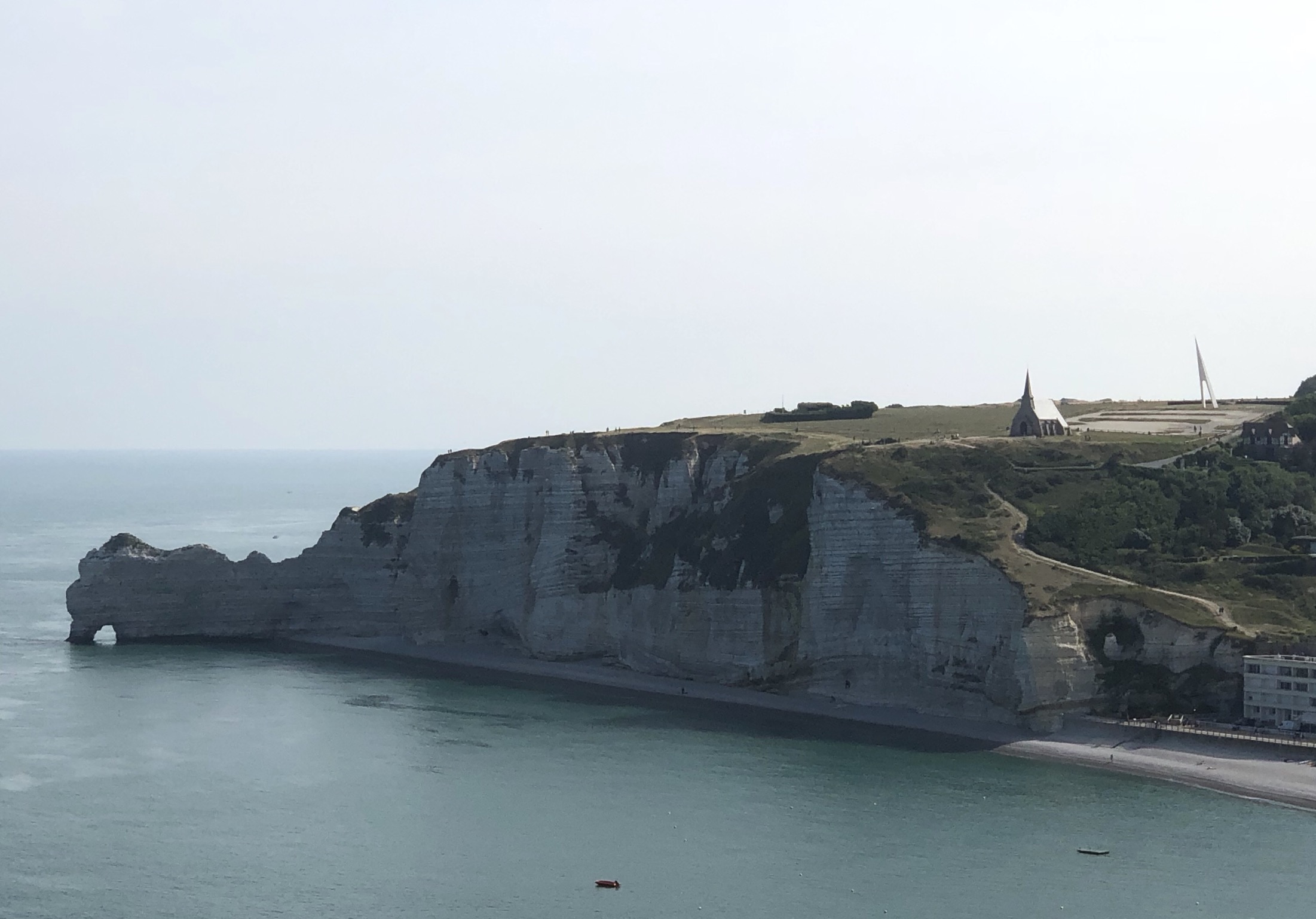
Nungesser-und-Coli-Denkmal (schmale Stele rechts) auf dem Falaise d’Amont

Das Nungesser-und-Coli-Denkmal (französisch Monument Nungesser et Coli) ist ein Denkmal zum Gedenken an die Piloten Charles Nungesser und François Coli in Étretat im französischen Département Seine-Maritime in der Normandie.

## Lage
Es befindet sich auf dem Falaise d’Amont weithin sichtbar an der Alabasterküste am Ärmelkanal, nordöstlich oberhalb von Étretat. Westlich steht die Kapelle Notre-Dame-de-la-Garde.

## Geschichte und Gestaltung
Nungesser und Coli versuchten im Jahr 1927, als erste den Atlantik im Flugzeug zu überqueren. Am 8. Mai 1927 wurde ihr Flugzeug, die L’Oiseau Blanc, über Étretat letztmals gesehen. Ihr weiteres Schicksal ist ungeklärt.
Bereits am 16. September 1928 wurde ihnen ein Denkmal an dem Platz eingeweiht, an dem das Flugzeug das letzte Mal gesehen worden war. Es war vom Architekten Rey entworfen und von Descatoire und Petit errichtet worden. Das Fundament stellte ein Flugzeug dar, auf dem sich eine 20 Meter hohe, steil zulaufende Pyramide erhob. Nahe dem Fuß der Pyramide befand sich ein die Gesichter beider Piloten im Profil darstellendes Relief.
Am 21. August 1942 wurde das Denkmal von deutschen Besatzungstruppen gesprengt, nur die Basis der Skulptur blieb erhalten. Einige Tage später wurde auch die benachbarte Kapelle zerstört.
Nach dem Zweiten Weltkrieg wurde das Denkmal neu gebaut und am 22. Juli 1962 eingeweiht.
Es besteht aus einer pfeilartig 24 Meter in einem Winkel von 60 Grad hoch aufragenden Stele. Östlich der Stele sind die Umrisse des Flugzeugs in den Boden eingearbeitet. Über die Tragflächen des Flugzeugumrisses verläuft der Schriftzug L’OISEAU BLANC. Südlich des Denkmals befindet sich ein Museumstrakt. Dort sind auch die Reliefprofile der Piloten vom Vorgängerdenkmal angebracht.